# Gouden schild

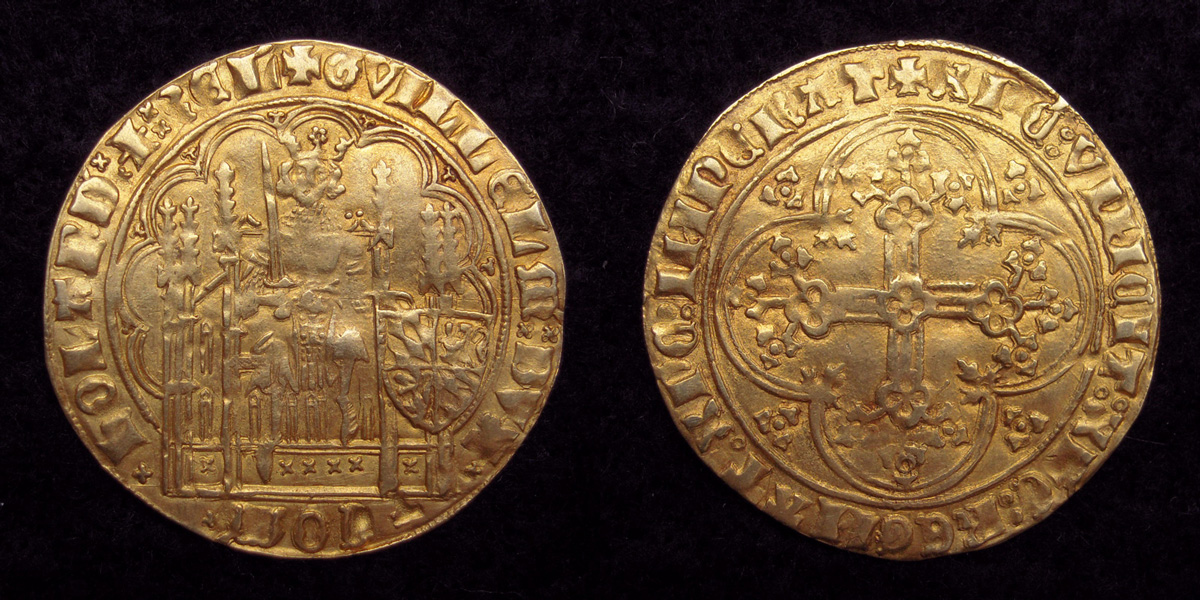
Gouden schild of clinckaert van graaf Willem IV van Holland, geslagen in 1411 te Dordrecht. Voorzijde: graaf zittend op een gotische zetel, met zwaard in de rechterhand en zijn linkerhand rustend op een wapenschild van Holland-Beieren, binnen het omschrift: GVILLELM DVX COM HOLAND Z ZEL. Keerzijde: gebloemd kruis met omschrift: XPC VINCIT XPC REGNAT XPC IMPERAT. Vertaald: Christus overwint, Christus heerst, Christus gebiedt. (privécollectie)

Het gouden schild is Nederlands oudste gouden munt die in grote aantallen is aangemunt en die in de 14e- en 15e eeuw een standaardmunt en rekeneenheid werd. Het schild dankt zijn naam aan het wapenschild van de muntheer, dat op de voorzijde is afgebeeld.

## Écu d’or
Het gouden schild is een van oorsprong Franse munt. Onder koning Filips VI van Frankrijk werd deze in 1337 onder de naam écu d’or ingevoerd met een goudgehalte van 4,39 gram (23½ karaat). Een jaar later al verschenen op naam van Lodewijk I van Vlaanderen de eerste gouden schilden van het Graafschap Vlaanderen. Jan III van Brabant volgde in 1343 met het z.g. Antwerpse schild.

## Clinckaert
In 1354 werd het gouden schild ingevoerd in het Graafschap Holland onder graaf Willem V. Onder zijn opvolger Albrecht van Beieren (1336-1404) daalde zowel goudinhoud als totaalgewicht. Deze latere versies van het Hollandse schild werden clinckaert genoemd, naar de heldere klank die een munt van dit gehalte gaf bij het neervallen. De clinckaert van Willem VI uit 1411 van 3,765 gram had een goudgehalte van 2,85 gram (18 karaat). Tijdens Jacoba van Beieren en Filips de Goede daalde het goudgehalte in 1429 tot 15 karaat. 

## Eenheidsmunt
Ondertussen gingen steeds meer vorsten in de Lage Landen over tot navolging van het gouden schild, o.m. de hertog van Gelre, de bisschoppen van Utrecht en Luik en de hertog van Luxemburg. Door deze algemene verspreiding werd het gouden schild in de 14e eeuw de omrekenfactor waarmee de koers van lokale munten werd bepaald. Als rekeneenheid telde het schild in de 14e eeuw aanvankelijk voor 24 groot, vanaf de 2e helft van de 15e eeuw voor 1½ gulden of 30 stuiver. Tot in de 16e eeuw bleven in de Lage Landen gouden schilden in omloop, tot onder keizer Karel V in 1521 de Carolusgulden van 20 stuiver als eenheidsmunt werd vastgesteld.